# Rebecka Martinsson (TV-serie)
Rebecka Martinsson är en svensk kriminalserie baserad på Åsa Larssons deckarromaner. Den första säsongen baseras på böckerna Det blod som spillts, Svart stig, Till dess din vrede upphör och Till offer åt Molok. Serien är regisserad av Fredrik Edfeldt, manus är skrivet av Mattias Grosin och Henrik Engström.
Seriens första säsong består av åtta avsnitt och hade premiär på TV4 den 8 mars 2017.
Den andra säsongen hade premiär på C More den 27 april 2020 och på TV4 den 6 maj 2020. I den andra säsongen spelas Rebecka Martinsson av Sascha Zacharias. Ida Engvoll som spelade Martinsson i säsong 1 är exekutiv producent för säsong 2. Den andra säsongen är inte direkt baserad på någon av Åsa Larssons böcker. Däremot har Larsson medverkat i manusprocessen.

## Rollista (i urval)
- Ida Engvoll – Rebecka Martinsson (säs.1)
- Sascha Zacharias – Rebecka Martinsson (säs.2)
- Eva Melander – Anna Maria Mella
- Jakob Öhrman – Krister Eriksson
- Gunilla Röör – Alva Björnfot
- Jonas Inde – Fredrik Ohlsson
- Niklas Engdahl – Måns Wenngren
- Ville Virtanen – Lars Pohjanen
- Lars Lind – Sivving Fjällborg
- Thomas Oredsson – Sven-Erik Stålnacke
- Samuel Fröler – Carl von Post
- Ardalan Esmaili – Tommy Rantakyrö

## Säsong 1

### Avsnittsinformation[5]
Avsnitt 1: Det blod som spillts (del 1)
Rebecka kommer ursprungligen från Kiruna men har flyttat till Stockholm. Trots stora framgångar på advokatfirman har hon inte riktigt funnit sig till rätta. När plötsligt en barndomsvän dör känner sig Rebecka tvungen att återvända hem. När det visar sig att vännen blivit mördad kan Rebecka inte resa tillbaka innan hon löst mordet.
Avsnitt 2: Det blod som spillts (del 2)
Rebeckas jakt på mördaren tvingar henne återuppleva ett förflutet som hon kämpat för att lämna bakom sig. Hon börjar också tveka över var hon egentligen hör hemma.
Avsnitt 3: Svart stig (del 1)
En kvinna hittas mördad i Torneträsk. Polisen dras in i en utredning lokala gruvbolag och utländska finansiärer ingår. Rebecka får jobb som extraåklagare i Kiruna. Hennes arbetsmetoder går dock inte hem bland kollegorna.
Avsnitt 4: Svart stig (del 2)
Rebecka har fått sparken som extraåklagare. Trots det fortsätter hon sitt utredningsarbete. Hon håller sig dock inte inom lagens råmärken i jakten på svar.
Avsnitt 5: Till dess din vrede upphör (del 1)
En ung dykare hittas död i en fjällsjö. Åklagare Rebecka Martinsson och poliskommissarie Anna-Maria Mella tar sig an fallet där något verkar oklart kring dödsfallet.
Avsnitt 6: Till dess din vrede upphör (del 2)
I fjällsjön hittas två dykare mördade. Rebecka och Anna-Maria upptäcker att de är en hemlighet på spåren, som familjen gör vad som helst för att skydda.
Avsnitt 7: Till offer åt Molok (del 1)
En kvinna mördas i sin säng. Av allt att döma rör det som ett passionsbrott men Rebecca tror sig veta att det är mer komplicerat. Hon måste stanna kvar i Kiruna för att lösa brottet.
Avsnitt 8: Till offer åt Molok (del 2)
I vredesmod lämnar Rebecka sitt jobb som förundersökningsledare. Hon startar dock en egen utredning, och upptäcker att det tycks vila en förbannelse över släkten. 

## Säsong 2

### Avsnittsinformation
Avsnitt 1: Rendrängen (del 1)

Avsnitt 2: Rendrängen (del 2)

Avsnitt 3: Husgrunden (del 1)

Avsnitt 4: Husgrunden (del 2)

Avsnitt 5: Lögnen (del 1)

Avsnitt 6: Lögnen (del 2)

Avsnitt 7: Varningstriangeln (del 1)

Avsnitt 8: Varningstriangeln (del 2)